# Endiandra rhizophoretum
Endiandra rhizophoretum är en lagerväxtart som beskrevs av André Joseph Guillaume Henri Kostermans och Arifiani. Endiandra rhizophoretum ingår i släktet Endiandra och familjen lagerväxter. Inga underarter finns listade i Catalogue of Life.